# Hans Hesele
Hans Hesele (* 15. Dezember 1926 in Baden; † 4. November 2016 ebenda) war ein österreichischer Politiker (SPÖ) und Bundesbeamter. Hesele war von 1972 bis 1987 Abgeordneter zum Österreichischen Nationalrat.

## Leben
Hesele besuchte nach der Volksschule das Bundesgymnasium in Baden. Nach der Matura studierte er an der Universität Wien und promovierte zwei Mal zum Doktor. Er war beruflich als Bundesbeamter tätig und wurde zum Ministerialrat ernannt.
Hesele war von 1955 bis 1965 Gemeinderat in Baden und hatte von 1965 bis 1967 das Amt des Stadtrats inne. In der Folge war er von 1967 bis 1972 Vizebürgermeister. Innerparteilich war Hesele zudem Bezirksobmann der SPÖ Baden, Mitglied des Landesparteivorstandes und des Landesparteipräsidiums der SPÖ Niederösterreich, stellvertretender Landesparteiobmann der SPÖ Niederösterreich sowie Mitglied des Bundesparteivorstandes der SPÖ. Hesele vertrat die SPÖ vom 10. Oktober 1972 bis zum 23. November 1987 im Nationalrat.

## Auszeichnungen
- 1980: Großes Goldenes Ehrenzeichen für Verdienste um die Republik Österreich[1]
- 1987: Großes Silbernes Ehrenzeichen mit dem Stern für Verdienste um die Republik Österreich[2]